# Poppy.Computer
Poppy.Computer — дебютный студийный альбом американской певицы и YouTube-персоны Поппи. Он был выпущен 6 октября 2017 года лейблом Mad Decent, после чего последовал тур Poppy.Computer Tour из 34 городов и 40 концертов.

## Об альбоме
Poppy.Computer был сочинён в Лос-Анджелесе в течение 2016 года Поппи и Титаником Синклером при помощи автора песен Саймон Уилкокс и Криса Грейти из Blame Candy. В конце года Поппи и Титаник отправились в Японию для работы с продюсерами над альбомом, а весной 2017 года вернулись, чтобы закончить его.
6 мая 2017 года Поппи подтвердила в Твиттере, что её дебютный альбом закончен. В том же твите Поппи также подтвердила, что будет тур для продвижения альбома и что она знает, когда альбом будет выпущен. Когда поклонник спросил её, может ли она сама выпустить альбом, она ответила: «Слишком много веселья предстоит пережить с этого момента». После интервью для статьи в Wired, на сайте случайно появилась информация о дате выхода альбома Поппи — 6 октября 2017 года, что также является годовщиной создания канала Поппи на YouTube.
8 сентября 2017 года Поппи официально объявила о своём предстоящем альбоме в видео «Poppy.Computer».
EP ремиксов был выпущен на iTunes 16 марта 2018 года.

## Синглы
- «I’m Poppy» был выпущен 14 февраля 2017 года в качестве первого сингла с альбома Poppy.Computer[8].
- «Computer Boy» был выпущен 19 мая 2017 года в качестве второго сингла с альбома[9].
- «Let’s Make a Video» была выпущена 22 июня 2017 года в качестве третьего сингла с альбома Poppy.Computer. Музыкальное видео было выпущено 11 июля 2017 года[10].
- «Interweb[англ.]» была выпущена в качестве четвёртого сингла 17 июля 2017 года, а музыкальное видео вышло 21 июля 2017 года[10]. Для продвижения сингла она дебютировала с песней на «Очень позднее шоу с Джеймсом Корденом»[11].
- Песня «My Style» была выпущена в качестве пятого сингла 1 сентября 2017 года[12].
- Также были выпущены музыкальные видеоклипы на песни «Moshi Moshi» 10 ноября 2017 года и «Bleach Blonde Baby» 13 декабря 2017 года. Последняя также была исполнена на шоу Total Request Live 29 января 2018 года[13].

## Отзывы критиков
| Оценки критиков | Оценки критиков |
| Источник        | Оценка          |
| --------------- | --------------- |
| AllMusic        | [ 1 ]           |

Нил З. Юнг из AllMusic отметил «инъекцию» J-pop в «компьютерные вены» Поппи, упомянув, что в результате альбом получился "подмигивающим куском арт-попа, который звучит как Леди Гага эпохи Fame встречается с Граймс или Гвен Стефани периода L.A.M.B.. в полной мере «Harajuku Girl[s]», также предлагая «думать об этом как о „Material Girl“ для эпохи Интернета». Мора Джонстон из Rolling Stone сказала, что «[она] добавляет свой воздушный голос к гипер-стилизованному, богатому деталями глянцевому поп-стилю», также заявив, что «нестандартное повествование Poppy.Computer о микро-знаменитостях, икающий вокал и сложное производство помогают ей аккуратно избежать этой участи».

### Итоговые списки
| Публикация    | Награда                          | Год  | Место | Источник |
| ------------- | -------------------------------- | ---- | ----- | -------- |
| Rolling Stone | 20 лучших поп-альбомов 2017 года | 2017 | 18    | [ 14 ]   |

## Список композиций
Сведения взяты из Tidal.
| №                   | Название                          | Автор(ы)                                   | Продюсер(ы)         | Длительность |
| ------------------- | --------------------------------- | ------------------------------------------ | ------------------- | ------------ |
| 1.                  | «I'm Poppy»                       | Морайа Перейра Саймон Уилкокс Кори Микстер | Сакаи               | 3:06         |
| 2.                  | «Let's Make a Video»              | Перейра Микстер Масанори Такуми            | Рёсуке Сакаи        | 2:52         |
| 3.                  | «Bleach Blonde Baby»              | Перейра Микстер Уилкокс                    | Сакаи               | 3:29         |
| 4.                  | «My Microphone»                   | Перейра Крис Грейтти                       | Грейтти Сакаи       | 2:51         |
| 5.                  | «Moshi Moshi»                     | Перейра Грейтти                            | Сакаи               | 3:41         |
| 6.                  | «Computer Boy»                    | Перейра Грейтти                            | Сакаи               | 2:51         |
| 7.                  | «My Style» (при участии Шарлотты) | Перейра Микстер Уилкокс                    | Микстер             | 2:37         |
| 8.                  | «Fuzzy»                           | Перейра Грейтти                            | Сакаи               | 2:50         |
| 9.                  | «Interweb»                        | Перейра Микстер Уилкокс                    | Микстер             | 3:49         |
| 10.                 | «Software Upgrade»                | Перейра Микстер Уилкокс                    | Сакаи               | 3:26         |
| 11.                 | «Pop Music»                       | Перейра Микстер Уилкокс                    | Микстер             | 2:45         |
| Общая длительность: | Общая длительность:               | Общая длительность:                        | Общая длительность: | 34:17        |

## Чарты
| Чарт (2017)                       | Высшая позиция |
| --------------------------------- | -------------- |
| US Heatseekers Albums (Billboard) | 11             |
| US Independent Albums (Billboard) | 33             |

## История релиза
| Регион    | Дата           | Формат                          | Лейбл                | Источники |
| --------- | -------------- | ------------------------------- | -------------------- | --------- |
| Различные | 6 октября 2017 | CD Digital download LP стриминг | I'm Poppy Mad Decent | [ 16 ]    |

## Poppy.Remixes
Poppy.Remixes — мини-альбом ремиксов (EP) Поппи, выпущенный в цифровом формате 16 марта 2018 года лейблом Mad Decent. EP содержит ремикс на песню «Interweb» и четыре ремикса на песню «Moshi Moshi», песни, изначально вошедшие в альбом Poppy.Computer.

### Список композиций
Сведения взяты из Tidal.
| №                   | Название                           | Автор(ы)                                   | Продюсер(ы)         | Длительность |
| ------------------- | ---------------------------------- | ------------------------------------------ | ------------------- | ------------ |
| 1.                  | «Interweb» (Nebbra Remix)          | Саймон Уилкокс Кори Микстер Морайа Перейра | Микстер             | 4:18         |
| 2.                  | «Moshi Moshi» (Noboru Remix)       | Крис Грейтти Перейра                       | Рёсукэ Сакаи        | 3:39         |
| 3.                  | «Moshi Moshi» (Mitch Murder Remix) | Грейтти Перейра                            | Сакаи               | 3:55         |
| 4.                  | «Moshi Moshi» (Clarabell Remix)    | Грейтти Перейра                            | Сакаи               | 3:09         |
| 5.                  | «Moshi Moshi» (YUTO Remix)         | Грейтти Перейра                            | Сакаи               | 4:23         |
| Общая длительность: | Общая длительность:                | Общая длительность:                        | Общая длительность: | 19:24        |